# MIRANO (AV女優)
MIRANO（みらの、1997年11月18日- ）は、日本の元AV女優。ギルフィー所属。

## 略歴・人物
2016年にデビューした小柄なギャル系のAV女優。
趣味はショッピング。
2018年12月30日、自身のTwitterにて引退を発表。

## 出演作品

### アダルトDVD
2016年
- 渋谷の某有名ショップで働いている超ノリノリな金欠ギャルをバイト感覚でAVデビューさせちゃいました!! ナンパJAPAN EXPRESS Vol.42（7月25日、ナンパJAPAN）※「セイラ」名義
- 2度見しちゃうほど可愛い野外フェスに夢中な金髪黒ギャル つるつるパイパン最高!! 19才亜美ちゃん（8月12日、FIRST STAR）※「亜美」名義
- ぎゃるコス!!特濃ぶっかけ73発 6COSPLAY 73BUKKAKE 210min GAL02 MIRANO（8月19日、プレステージ）
- 里親募集。養子縁組の家庭。タイで購入した錠剤。 ヤンキーちゃん騙し姦スペルマ漬け 被害者セリナ 身長百四十六cm 体重三十六kg 「自分が人として犬にも劣る畜生であることは百も承知です」（8月19日、キチックス）※「セリナ」名義
- 完全ガチ交渉! 噂の、素人激カワ看板娘を狙え! vol.39 in新宿（8月26日、プレステージ）
- クレイジーSEXジャーニー（9月1日、DOC）※AV OPEN 2016 バラエティ部門3位[要出典]
- 褐色GAL中出し Steel Hold vol.6（9月1日、TEPPAN）
- 近所のおっさんに寝取られたギャルママ ネトラレ（9月15日、グローリークエスト）
- 黒ギャルをマッサージで発情させ激昇天SEX（9月19日、マッサGoGo!!）
- 質屋娘 Vol.3 お金に困った女の子をAV好きの質屋が口説いてSODに連れてきた!（10月6日、SODクリエイト）※「りん」名義
- ヤリマンはフツーに認めるけど、黒ギャルだからってゆーのは違うくない?（10月14日、バルタン）
- 片手間、半分無視でエッチなことをする 妄想新シリーズ やっつけセックス 〜SEXまったくヤル気ない女とヤル気マンマンの男〜（10月20日、ROCKET）
- にゅるりん、にょろりん、ローリング手コキ 2 〜熟練手コキの気持ちよさ、膣穴はそれを越えられない〜（10月21日、SEX Agent）
- 強制的じゃないセルフイラマチオ 05 〜わたしの喉チ○コに亀頭の先っちょ頂けますか?〜（10月21日、SEX Agent）
- 黒ギャルヤリコンパーティー!!（10月28日、S級素人）
- 大好きなあの娘を苛めっ娘ギャル集団から助けようとしたら、速攻でその娘の目の前で全裸にされただけじゃなく、チ●ポを見られて勃起させられて10発も射精してしまった情けない僕。（11月1日、MOODYZ）
- 黒ギャルJK（裏）デリバリーヘルス vol.9（11月18日、虎堂）
- 素人娘開脚オマ●コぱっくりオナニー21人スペシャル（11月25日、S級素人）
- 人気ギャルデリ嬢が生意気な態度で手抜きサービスしてくるから本番強要無理矢理中出しSEX!!（12月1日、S-CRIME）
- 童貞君をギャルお姉さん達が家庭教師してあげる2泊3日筆おろし合宿（12月9日、BAZOOKA）
- ドキュメンTV×PRESTIGE PREMIUM 家まで送ってイイですか? 04（12月16日、プレステージ）※「エミリ」名義
- 幻惑またがりロングディルド挿入オナニー 〜頭上に生えたチ○ポ玩具にマ○コ汁を垂らす異形のまぐわい〜（12月16日、SEX Agent）

2017年
- プリ尻JK （1月7日、デジタルアーク）共演:藤本紫媛、NOA
- 学校で一番可愛かったヤンキー娘と久々の再会! 童貞をバカにしてきたくせに、1度チ●ポを挿れた瞬間からカラダをビクつかせてイキまくるヤリマンにどっぷり中出し!（1月13日、SCOOP）
- 乳首舐め手コキ!! 凄テク娘が添い寝、四つん這い、立ち膝…etc 色んな体位の乳首舐め手コキでひたすら抜いてくれる!（10月19日、グローリークエスト）
- ムチムチJK ブルマ尻コキ（1月25日、デジタルアーク）
- TOKYO盗撮 JK見学クラブ 超ミニスカムチムチ生足挑発パンチラパンモロ（1月25日、デジタルアーク）
- 超ヤリマンヤンキー女子だらけの定時制●校に転入して男はボクひとり！イジメが原因で●校を中退したボクが新たに転入したのは定時制●校。転入初日、教室に一歩足を踏み入れるとそこは、超恐いヤンキー女子だらけの教室で男はボクひとりだけだったのです。（6月7日、Hunter）

2018年
- 足立区ヤンキーマッサージ 3発目（1月26日、プレステージ）